# الصالحاني
 الصالحاني هي إحدى القرى اللبنانية من قرى جبل عامل في محافظة الجنوب.